# Transports en commun de Béziers
Le réseau d'autobus de Béziers, dont la marque commerciale est beeMob, permet des échanges entre la ville de Béziers et sa périphérie.
Il est formé de 24 lignes. L'arrêt De Gaulle est le principal du réseau et est desservi par 18 lignes et compte 500 départs quotidiens. La gare de Béziers est, quant à elle, desservie par 7 lignes de bus régulières et une ligne de bus à la demande.

## Histoire
Entre 1997 à 2010, le réseau urbain de la Ville de Béziers est exploité par une entreprise privée dans le cadre d’un contrat de délégation de service public pour une durée de 10 ans. À l’origine, le groupe appelé CGFTE – Connex, devient Veolia Transport.
Depuis janvier 2002, le transport est de la compétence de la Communauté d’agglomération Béziers Méditerranée (CABM). Au terme du précédent contrat, la CABM renouvelle sa confiance au groupe Veolia Transport.
Depuis le 1er janvier 2011, l'établissement de Béziers de Veolia Transport Urbain honore le nouveau contrat de délégation de service public de transport urbain pour une durée de 8 ans.
Au 1er juillet 2011, la marque commerciale Bus Occitan laisse la place au nouveau nom du réseau : Béziers Méditerranée Transports (BMT).
En mars 2013, 2 ans après la fusion des groupes Transdev et Veolia Transport ayant donné naissance à "Veolia Transdev", l'entreprise adopte le nom Transdev. Ainsi, en mai 2013, Veolia Transport Urbain devient Transdev Urbain. Le nom du réseau reste Béziers Méditerranée Transports.
Au 7 janvier 2019, Vectalia, ayant remporté le contrat de délégation de service public, le réseau de bus de l'agglomération Béziers Méditerranée évolue et devient beeMob, un tout nouveau réseau, avec de nouvelles lignes, des passages plus fréquents, un service de transport à la demande et des véhicules roulant au Gaz naturel pour véhicules.
Le 4 mai 2024, la ligne estivale nommée Solaire (abrégée S) voit le jour, permettant de relier la pôle De Gaulle à Valras-Plage, dans l'optique de désaturer la ligne E en période estivale.
Le 2 septembre 2024, plusieurs changements sont apportés sur les lignes du réseau:
- La ligne C est scindée en 2 lignes distinctes :
  - La C est raccourcie, circulant désormais entre le pôle De Gaulle et Mercorent ;
  - La nouvelle ligne H circule entre le pôle De Gaulle et le Centre Commercial Montimaran ;
- La ligne E effectue son terminus Sud à l'arrêt Pattes Rouges, avec un passage toutes les 30 minutes ;
- La ligne 3 voit son itinéraire modifié, reliant la ZAC de La Méridienne à l'Autogare de Valras-Plage, avec une fréquence d'un passage toutes les 1h30 (au lieu de toutes les 2h).

Le 5 juillet 2025, le réseau voit de nombreuses lignes modifiées:
- La ligne A voit son itinéraire modifié, effectuant son terminus à l'arrêt Brousse (Gare SNCF) et son départ à l'arrêt Pasquet (Gare SNCF), tous deux à proximités de la gare de Béziers, via les Allées Paul Riquet, l'avenue Jean Moulin, les Arènes de Béziers, le stade Raoul Barrière et effectuant son terminus à La Méridienne, tandis que la desserte du Centre Commercial Montimaran est supprimée ;
- La ligne B voit son itinéraire modifié, passant désormais par le boulevard de la Liberté et le boulevard Clemenceau ;
- La ligne D voit son itinéraire modifié, en remontant l'avenue Jean Moulin avant de desservir la commune de Boujan-sur-Libron ;
- La ligne E dessert désormais la gare de Béziers, depuis l'arrêt Pasquet (Gare SNCF), effectue désormais son terminus Sud à l'arrêt Autogare à Valras-Plage ;
- La ligne H dessert désormais le Lycée Jean Moulin et l'Hôtel des Finances ;
- La ligne 3 voit son itinéraire modifié, effectuant son terminus à l'arrêt Polygone en desservant la gare de Béziers via les arrêts Pasquet (Gare SNCF) et Brousse (Gare SNCF), tandis que la desserte de la Zac de La Méridienne est abandonnée ;
- Les lignes 4 et 7 fusionnent en une seule ligne, la 4, effectuant un itinéraire circulaire au départ du pôle De Gaulle, en desservant les Arènes de Béziers, le Lycée Mermoz, l'arrêt Mousquetaires et le Lycée Jean Moulin ;
- Les 3 lignes estivales, fonctionnant de Juillet à Août, sont les suivantes :
  - La ligne nommée Littorale (abrégée L), reliant l'Autogare de Valras-Plage au Port Conchylicole ;
  - La ligne nommée Poséidon (abrégée P), reliant la Piscine A. Nakache de Sauvian à la Plage de Sérignan ;
  - La ligne Solaire (abrégée S), fait son retour, reliant le pôle De Gaulle à l'Autogare de Valras-Plage.

Les lignes 6, 9 et 13 ont été supprimées, la plupart de leurs arrêts étant desservis pas les lignes existantes ou nouvellement créées.
À la suite d'une procédure de redressement judiciaire lancée le 10 février 2025 face aux difficultés économiques auxquelles est confrontée Vectalia Béziers Méditerranée, et aux nombreux problèmes de ponctualité, le tribunal de commerce de Montpellier prend la décision, le 16 juillet 2025, de confier l'exploitation du réseau à RATP Dev, devant terminer le contrat de délégation de service public à partir du 1er août 2025 jusqu'à fin 2028,.

## Lignes du réseau

### Lignes fortes
| Ligne | Caractéristiques | Caractéristiques                                                                        | Caractéristiques                                                                        | Caractéristiques                                                                        | Caractéristiques                                                                        | Caractéristiques                                                                        | Caractéristiques                                                                        | Caractéristiques                                                                        | Caractéristiques                                                                        |
| A     | Béziers – La Méridienne ⥋ Brousse (Gare SNCF) (Terminus) / Pasquet (Gare SNCF) (Départ) | Béziers – La Méridienne ⥋ Brousse (Gare SNCF) (Terminus) / Pasquet (Gare SNCF) (Départ) | Béziers – La Méridienne ⥋ Brousse (Gare SNCF) (Terminus) / Pasquet (Gare SNCF) (Départ) | Béziers – La Méridienne ⥋ Brousse (Gare SNCF) (Terminus) / Pasquet (Gare SNCF) (Départ) | Béziers – La Méridienne ⥋ Brousse (Gare SNCF) (Terminus) / Pasquet (Gare SNCF) (Départ) | Béziers – La Méridienne ⥋ Brousse (Gare SNCF) (Terminus) / Pasquet (Gare SNCF) (Départ) | Béziers – La Méridienne ⥋ Brousse (Gare SNCF) (Terminus) / Pasquet (Gare SNCF) (Départ) | Béziers – La Méridienne ⥋ Brousse (Gare SNCF) (Terminus) / Pasquet (Gare SNCF) (Départ) | Béziers – La Méridienne ⥋ Brousse (Gare SNCF) (Terminus) / Pasquet (Gare SNCF) (Départ) |
| ----- | --- | --------------------------------------------------------------------------------------- | --------------------------------------------------------------------------------------- | --------------------------------------------------------------------------------------- | --------------------------------------------------------------------------------------- | --------------------------------------------------------------------------------------- | --------------------------------------------------------------------------------------- | --------------------------------------------------------------------------------------- | --------------------------------------------------------------------------------------- |
| A     | Ouverture / Fermeture 7 Janvier 2019 / — | Longueur —                                                                              | Durée 35-40 min                                                                         | Nb. d’arrêts 34                                                                         | Matériel Standards                                                                      | Jours de fonctionnement L, Ma, Me, J, V, S, D                                           | Jour / Soir / Nuit / Fêtes O / O / N / O                                                | Voy. / an —                                                                             | Exploitant RATP Dev Béziers Méditerranée                                                |
| A     | Desserte : Béziers - Pôles d'échanges : De Gaulle • Gare SNCF - Principaux arrêts desservis : Pasquet (Gare SNCF) • Brousse (Gare SNCF) • De Gaulle • Université • Hôpital • La Méridienne |                                                                                         |                                                                                         |                                                                                         |                                                                                         |                                                                                         |                                                                                         |                                                                                         |                                                                                         |
| A     | Autre : - Amplitudes horaires et fréquence : - Période estivale : - Du Lundi au Vendredi : La ligne fonctionne de 5h50 à 22h30, avec un passage toutes les 15 minutes. - Le Samedi : La ligne fonctionne de 6h25 à 22h25, avec un passage toutes les 20 minutes. - Les Dimanches et jours fériés : La ligne fonctionne de 8h05 à 20h25, avec un passage toutes les 35-40 minutes. - Ligne en vigueur depuis le Lundi 7 Janvier 2019 à la suite de la restructuration du réseau. |                                                                                         |                                                                                         |                                                                                         |                                                                                         |                                                                                         |                                                                                         |                                                                                         |                                                                                         |
| A     | Dernière actualisation : 2 août 2025 |                                                                                         |                                                                                         |                                                                                         |                                                                                         |                                                                                         |                                                                                         |                                                                                         |                                                                                         |
| B     | Béziers – Avenue de la Devèze ⥋ Béziers – Pôle Commercial La Ginieisse | Béziers – Avenue de la Devèze ⥋ Béziers – Pôle Commercial La Ginieisse                  | Béziers – Avenue de la Devèze ⥋ Béziers – Pôle Commercial La Ginieisse                  | Béziers – Avenue de la Devèze ⥋ Béziers – Pôle Commercial La Ginieisse                  | Béziers – Avenue de la Devèze ⥋ Béziers – Pôle Commercial La Ginieisse                  | Béziers – Avenue de la Devèze ⥋ Béziers – Pôle Commercial La Ginieisse                  | Béziers – Avenue de la Devèze ⥋ Béziers – Pôle Commercial La Ginieisse                  | Béziers – Avenue de la Devèze ⥋ Béziers – Pôle Commercial La Ginieisse                  | Béziers – Avenue de la Devèze ⥋ Béziers – Pôle Commercial La Ginieisse                  |
| B     | Ouverture / Fermeture 7 Janvier 2019 / — | Longueur —                                                                              | Durée 40 min                                                                            | Nb. d’arrêts 43                                                                         | Matériel Standards                                                                      | Jours de fonctionnement L, Ma, Me, J, V, S, D                                           | Jour / Soir / Nuit / Fêtes O / O / N / O                                                | Voy. / an —                                                                             | Exploitant RATP Dev Béziers Méditerranée                                                |
| B     | Desserte : Béziers - Pôles d'échanges : Gare Routière (depuis l'arrêt Mistral) - Principaux arrêts desservis : Avenue de la Devèze • Hôpital • Carrefour du Gausselet • Clemenceau • Pôle Commercial La Ginieisse |                                                                                         |                                                                                         |                                                                                         |                                                                                         |                                                                                         |                                                                                         |                                                                                         |                                                                                         |
| B     | Autre : - Amplitudes horaires et fréquence : - Période estivale : - Du Lundi au Vendredi : La ligne fonctionne de 6h15 à 20h55, avec un passage toutes les 15 minutes. - Le Samedi : La ligne fonctionne de 6h45 à 21h45, avec un passage toutes les 20 minutes. - Les Dimanches et jours fériés : La ligne fonctionne de 7h55 à 21h45, avec un passage toutes les 60 minutes.                                                                                                  |                                                                                         |                                                                                         |                                                                                         |                                                                                         |                                                                                         |                                                                                         |                                                                                         |                                                                                         |
| B     | Dernière actualisation : 2 août 2025 |                                                                                         |                                                                                         |                                                                                         |                                                                                         |                                                                                         |                                                                                         |                                                                                         |                                                                                         |

### Lignes principales
| Ligne | Caractéristiques | Caractéristiques | Caractéristiques | Caractéristiques | Caractéristiques | Caractéristiques | Caractéristiques | Caractéristiques | Caractéristiques |
| C     | Béziers – De Gaulle ⥋ Béziers – Mercorent | Béziers – De Gaulle ⥋ Béziers – Mercorent                                                                                | Béziers – De Gaulle ⥋ Béziers – Mercorent                                                                                | Béziers – De Gaulle ⥋ Béziers – Mercorent                                                                                | Béziers – De Gaulle ⥋ Béziers – Mercorent                                                                                | Béziers – De Gaulle ⥋ Béziers – Mercorent                                                                                | Béziers – De Gaulle ⥋ Béziers – Mercorent                                                                                | Béziers – De Gaulle ⥋ Béziers – Mercorent                                                                                | Béziers – De Gaulle ⥋ Béziers – Mercorent                                                                                |
| ----- | --- | --- | --- | --- | --- | --- | --- | --- | --- |
| C     | Ouverture / Fermeture 7 janvier 2019 / — | Longueur — | Durée 20 min | Nb. d’arrêts 16 | Matériel Standards | Jours de fonctionnement L, Ma, Me, J, V, S, D                                                                            | Jour / Soir / Nuit / Fêtes O / N / N / O                                                                                 | Voy. / an — | Exploitant RATP Dev Béziers Méditerranée                                                                                 |
| C     | Desserte : Béziers - Pôles d'échanges : De Gaulle • Clémenceau - Principaux arrêts desservis : De Gaulle • Clémenceau • Rocagel | | | | | | | | |
| C     | Autre : - Amplitudes horaires et fréquence : - Période estivale : - Du Lundi au Samedi : La ligne fonctionne de 6h45 à 20h40, avec un passage toutes les 25 minutes. - Les Dimanches et jours fériés : La ligne fonctionne de 9h00 à 20h30, à raison de 6 allers-retours. | | | | | | | | |
| C     | Dernière actualisation : 2 août 2025 | | | | | | | | |
| D     | Béziers – De Gaulle ⥋ Boujan-sur-Libron – Albert Camus | Béziers – De Gaulle ⥋ Boujan-sur-Libron – Albert Camus                                                                   | Béziers – De Gaulle ⥋ Boujan-sur-Libron – Albert Camus                                                                   | Béziers – De Gaulle ⥋ Boujan-sur-Libron – Albert Camus                                                                   | Béziers – De Gaulle ⥋ Boujan-sur-Libron – Albert Camus                                                                   | Béziers – De Gaulle ⥋ Boujan-sur-Libron – Albert Camus                                                                   | Béziers – De Gaulle ⥋ Boujan-sur-Libron – Albert Camus                                                                   | Béziers – De Gaulle ⥋ Boujan-sur-Libron – Albert Camus                                                                   | Béziers – De Gaulle ⥋ Boujan-sur-Libron – Albert Camus                                                                   |
| D     | Ouverture / Fermeture 7 janvier 2019 / — | Longueur — | Durée 25-30 min | Nb. d’arrêts 25 | Matériel Midibus | Jours de fonctionnement L, Ma, Me, J, V, S, D                                                                            | Jour / Soir / Nuit / Fêtes O / N / N / O                                                                                 | Voy. / an — | Exploitant RATP Dev Béziers Méditerranée                                                                                 |
| D     | Desserte : Béziers, Boujan-sur-Libron - Pôles d'échanges : De Gaulle • Université - Principaux arrêts desservis : De Gaulle • Médiathèque 14 Juillet • Université • Maffre • Les Portes de Boujan • Mairie de Boujan • Albert Camus | | | | | | | | |
| D     | Autre : - Amplitudes horaires et fréquence : - Période estivale : - Du Lundi au Vendredi : La ligne fonctionne de 6h35 à 19h40, avec un passage toutes les 40 minutes. - Le Samedi : La ligne fonctionne de 6h35 à 19h40, avec un passage toutes les 40 minutes. - Les Dimanches et jours fériés : La ligne fonctionne de 9h15 à 18h15, à raison de 5 allers-retours.         | | | | | | | | |
| D     | Dernière actualisation : 2 août 2025 | | | | | | | | |
| E     | Béziers – Polygone ⥋ Valras-Plage – Autogare | Béziers – Polygone ⥋ Valras-Plage – Autogare                                                                             | Béziers – Polygone ⥋ Valras-Plage – Autogare                                                                             | Béziers – Polygone ⥋ Valras-Plage – Autogare                                                                             | Béziers – Polygone ⥋ Valras-Plage – Autogare                                                                             | Béziers – Polygone ⥋ Valras-Plage – Autogare                                                                             | Béziers – Polygone ⥋ Valras-Plage – Autogare                                                                             | Béziers – Polygone ⥋ Valras-Plage – Autogare                                                                             | Béziers – Polygone ⥋ Valras-Plage – Autogare                                                                             |
| E     | Ouverture / Fermeture 7 janvier 2019 / — | Longueur — | Durée 35-40 min | Nb. d’arrêts 31 | Matériel Standards | Jours de fonctionnement L, Ma, Me, J, V, S, D                                                                            | Jour / Soir / Nuit / Fêtes O / O / N / O                                                                                 | Voy. / an — | Exploitant RATP Dev Béziers Méditerranée                                                                                 |
| E     | Desserte : Béziers, Sauvian, Sérignan, Valras-Plage - Pôles d'échanges : Polygone • Pasquet (Gare SNCF) • Autogare - Principaux arrêts desservis : Polygone • Pasquet (Gare SNCF) • Château • Promenade • Centre Commercial • Autogare | | | | | | | | |
| E     | Autre : - Amplitudes horaires et fréquence : - Période estivale : - Du Lundi au Dimanche : La ligne fonctionne de 5h55 à 0h35, avec un passage toutes les 30 minutes. | | | | | | | | |
| E     | Dernière actualisation : 2 août 2025 | | | | | | | | |
| F     | Béziers – De Gaulle ⥋ Béziers – Le Gasquinoy | Béziers – De Gaulle ⥋ Béziers – Le Gasquinoy                                                                             | Béziers – De Gaulle ⥋ Béziers – Le Gasquinoy                                                                             | Béziers – De Gaulle ⥋ Béziers – Le Gasquinoy                                                                             | Béziers – De Gaulle ⥋ Béziers – Le Gasquinoy                                                                             | Béziers – De Gaulle ⥋ Béziers – Le Gasquinoy                                                                             | Béziers – De Gaulle ⥋ Béziers – Le Gasquinoy                                                                             | Béziers – De Gaulle ⥋ Béziers – Le Gasquinoy                                                                             | Béziers – De Gaulle ⥋ Béziers – Le Gasquinoy                                                                             |
| F     | Ouverture / Fermeture 7 janvier 2019 / — | Longueur — | Durée 20 min | Nb. d’arrêts 20 | Matériel Standards | Jours de fonctionnement L, Ma, Me, J, V, S, D                                                                            | Jour / Soir / Nuit / Fêtes O / N / N / O                                                                                 | Voy. / an — | Exploitant RATP Dev Béziers Méditerranée                                                                                 |
| F     | Desserte : Béziers - Pôles d'échanges : De Gaulle • Allées Paul Riquet - Principaux arrêts desservis : De Gaulle • Allées Paul Riquet • Musset • Place des Alliés • Blattes • Ancolie • Le Gasquinoy | | | | | | | | |
| F     | Autre : - Amplitudes horaires et fréquence : - Période estivale : - Du Lundi au Vendredi : La ligne fonctionne de 6h00 à 20h05, avec un passage toutes les 25 minutes. - Le Samedi : La ligne fonctionne de 6h50 à 21h05, avec un passage toutes les 25 minutes. - Les Dimanches et jours fériés : La ligne fonctionne de 9h10 à 19h55, à raison de 6 allers-retours.         | | | | | | | | |
| F     | Dernière actualisation : 2 août 2025 | | | | | | | | |
| G     | Béziers – Zatopek ⥋ Béziers – Gagarine / Brousse (Gare SNCF) (Terminus le matin) / Pasquet (Gare SNCF) (Départ le matin) | Béziers – Zatopek ⥋ Béziers – Gagarine / Brousse (Gare SNCF) (Terminus le matin) / Pasquet (Gare SNCF) (Départ le matin) | Béziers – Zatopek ⥋ Béziers – Gagarine / Brousse (Gare SNCF) (Terminus le matin) / Pasquet (Gare SNCF) (Départ le matin) | Béziers – Zatopek ⥋ Béziers – Gagarine / Brousse (Gare SNCF) (Terminus le matin) / Pasquet (Gare SNCF) (Départ le matin) | Béziers – Zatopek ⥋ Béziers – Gagarine / Brousse (Gare SNCF) (Terminus le matin) / Pasquet (Gare SNCF) (Départ le matin) | Béziers – Zatopek ⥋ Béziers – Gagarine / Brousse (Gare SNCF) (Terminus le matin) / Pasquet (Gare SNCF) (Départ le matin) | Béziers – Zatopek ⥋ Béziers – Gagarine / Brousse (Gare SNCF) (Terminus le matin) / Pasquet (Gare SNCF) (Départ le matin) | Béziers – Zatopek ⥋ Béziers – Gagarine / Brousse (Gare SNCF) (Terminus le matin) / Pasquet (Gare SNCF) (Départ le matin) | Béziers – Zatopek ⥋ Béziers – Gagarine / Brousse (Gare SNCF) (Terminus le matin) / Pasquet (Gare SNCF) (Départ le matin) |
| G     | Ouverture / Fermeture 7 janvier 2019 / — | Longueur — | Durée 15-20 min | Nb. d’arrêts 20 | Matériel Standards | Jours de fonctionnement L, Ma, Me, J, V, S                                                                               | Jour / Soir / Nuit / Fêtes O / N / N / N                                                                                 | Voy. / an — | Exploitant RATP Dev Béziers Méditerranée                                                                                 |
| G     | Desserte : Béziers - Pôles d'échanges : Brousse (Gare SNCF) • Pasquet (Gare SNCF) • Polygone • Carrefour du Gausselet • Centre Commercial Béziers II • Les Grands Hommes • Zatopek - Principaux arrêts desservis : Brousse (Gare SNCF) • Pasquet (Gare SNCF) • Carrefour du Gausselet • Centre Commercial Béziers II • Kennedy • Les Grands Hommes • La Courondelle • Zatopek | | | | | | | | |
| G     | Autre : - Amplitudes horaires et fréquence : - Période estivale : - Du Lundi au Vendredi : La ligne fonctionne de 6h15 à 20h05, avec un passage toutes les 30 minutes. - Le Samedi : La ligne fonctionne de 6h50 à 20h05, avec un passage toutes les 60 minutes. - Particularités : - La première course effectue son terminus et départ à la Gare SNCF.                      | | | | | | | | |
| G     | Dernière actualisation : 2 août 2025 | | | | | | | | |
| H     | Béziers – De Gaulle ⥋ Béziers – Centre Commercial Montimaran | Béziers – De Gaulle ⥋ Béziers – Centre Commercial Montimaran                                                             | Béziers – De Gaulle ⥋ Béziers – Centre Commercial Montimaran                                                             | Béziers – De Gaulle ⥋ Béziers – Centre Commercial Montimaran                                                             | Béziers – De Gaulle ⥋ Béziers – Centre Commercial Montimaran                                                             | Béziers – De Gaulle ⥋ Béziers – Centre Commercial Montimaran                                                             | Béziers – De Gaulle ⥋ Béziers – Centre Commercial Montimaran                                                             | Béziers – De Gaulle ⥋ Béziers – Centre Commercial Montimaran                                                             | Béziers – De Gaulle ⥋ Béziers – Centre Commercial Montimaran                                                             |
| H     | Ouverture / Fermeture 2 septembre 2024 / — | Longueur — | Durée 30 min | Nb. d’arrêts 26 | Matériel Standards | Jours de fonctionnement L, Ma, Me, J, V, S, D                                                                            | Jour / Soir / Nuit / Fêtes O / O / N / O                                                                                 | Voy. / an — | Exploitant RATP Dev Béziers Méditerranée                                                                                 |
| H     | Desserte : Béziers - Pôles d'échanges : De Gaulle • Carrefour du Gausselet • Hôpital • Olympiades - Principaux arrêts desservis : De Gaulle • Carrefour du Gausselet • Hôpital • Malafosse • Olympiades • Centre Commercial Montimaran | | | | | | | | |
| H     | Autre : - Amplitudes horaires et fréquence : - Période estivale : - Du Lundi au Vendredi : La ligne fonctionne de 6h35 à 21h05, avec un passage toutes les 35 minutes. - Le Samedi : La ligne fonctionne de 7h10 à 21h05, avec un passage toutes les 35 minutes. - Les Dimanches et jours fériés : La ligne fonctionne de 8h30 à 21h00, à raison de 6 allers-retours.         | | | | | | | | |
| H     | Dernière actualisation : 2 août 2025 | | | | | | | | |

### Lignes locales
| Ligne | Caractéristiques | Caractéristiques                                                                    | Caractéristiques                                                                    | Caractéristiques                                                                    | Caractéristiques                                                                    | Caractéristiques                                                                    | Caractéristiques                                                                    | Caractéristiques                                                                    | Caractéristiques                                                                    |
| 1     | Béziers – De Gaulle ⥋ Béziers – Rocagel | Béziers – De Gaulle ⥋ Béziers – Rocagel                                             | Béziers – De Gaulle ⥋ Béziers – Rocagel                                             | Béziers – De Gaulle ⥋ Béziers – Rocagel                                             | Béziers – De Gaulle ⥋ Béziers – Rocagel                                             | Béziers – De Gaulle ⥋ Béziers – Rocagel                                             | Béziers – De Gaulle ⥋ Béziers – Rocagel                                             | Béziers – De Gaulle ⥋ Béziers – Rocagel                                             | Béziers – De Gaulle ⥋ Béziers – Rocagel                                             |
| ----- | --- | ----------------------------------------------------------------------------------- | ----------------------------------------------------------------------------------- | ----------------------------------------------------------------------------------- | ----------------------------------------------------------------------------------- | ----------------------------------------------------------------------------------- | ----------------------------------------------------------------------------------- | ----------------------------------------------------------------------------------- | ----------------------------------------------------------------------------------- |
| 1     | Ouverture / Fermeture — / — | Longueur —                                                                          | Durée 10-12 min                                                                     | Nb. d’arrêts 14                                                                     | Matériel Midibus                                                                    | Jours de fonctionnement L, Ma, Me, J, V, S, D                                       | Jour / Soir / Nuit / Fêtes O / N / N / O                                            | Voy. / an —                                                                         | Exploitant RATP Dev Béziers Méditerranée                                            |
| 1     | Desserte : Béziers - Pôles d'échanges : De Gaulle • Clemenceau • Rocagel - Principaux arrêts desservis : De Gaulle • Clemenceau • Hôtel du Département • Robert • Cité Municipale • Rocagel |                                                                                     |                                                                                     |                                                                                     |                                                                                     |                                                                                     |                                                                                     |                                                                                     |                                                                                     |
| 1     | Autre : - Amplitudes horaires et fréquence : - Période estivale : - Du Lundi au Vendredi : La ligne fonctionne de 7h05 à 20h10, avec un passage toutes les 40 minutes. - Le Samedi : La ligne fonctionne de 7h15 à 19h40, avec un passage toutes les 80 minutes. - Les Dimanches et jours fériés : La ligne fonctionne de 8h40 à 17h05, à raison de 5 allers-retours.                                  |                                                                                     |                                                                                     |                                                                                     |                                                                                     |                                                                                     |                                                                                     |                                                                                     |                                                                                     |
| 1     | Dernière actualisation : 2 août 2025 |                                                                                     |                                                                                     |                                                                                     |                                                                                     |                                                                                     |                                                                                     |                                                                                     |                                                                                     |
| 2     | Béziers – De Gaulle ⥋ Béziers – Bonaval Haut | Béziers – De Gaulle ⥋ Béziers – Bonaval Haut                                        | Béziers – De Gaulle ⥋ Béziers – Bonaval Haut                                        | Béziers – De Gaulle ⥋ Béziers – Bonaval Haut                                        | Béziers – De Gaulle ⥋ Béziers – Bonaval Haut                                        | Béziers – De Gaulle ⥋ Béziers – Bonaval Haut                                        | Béziers – De Gaulle ⥋ Béziers – Bonaval Haut                                        | Béziers – De Gaulle ⥋ Béziers – Bonaval Haut                                        | Béziers – De Gaulle ⥋ Béziers – Bonaval Haut                                        |
| 2     | Ouverture / Fermeture — / — | Longueur —                                                                          | Durée 15 min                                                                        | Nb. d’arrêts 18                                                                     | Matériel Midibus                                                                    | Jours de fonctionnement L, Ma, Me, J, V, S, D                                       | Jour / Soir / Nuit / Fêtes O / N / N / O                                            | Voy. / an —                                                                         | Exploitant RATP Dev Béziers Méditerranée                                            |
| 2     | Desserte : Béziers - Pôles d'échanges : De Gaulle • Clemenceau • Font Neuve - Principaux arrêts desservis : De Gaulle • Clemenceau • Place de la Victoire • Font Neuve • Stade Moureu • Joseph Bara • Cimetière Neuf • Caradec • Bonaval Haut |                                                                                     |                                                                                     |                                                                                     |                                                                                     |                                                                                     |                                                                                     |                                                                                     |                                                                                     |
| 2     | Autre : - Amplitudes horaires et fréquence : - Période estivale : - Du Lundi au Vendredi : La ligne fonctionne de 6h25 à 20h15, avec un passage toutes les 40 minutes. - Le Samedi : La ligne fonctionne de 7h05 à 20h40, avec un passage toutes les 40 minutes. - Les Dimanches et jours fériés : La ligne fonctionne de 10h00 à 20h30, à raison de 6 allers-retours.                                 |                                                                                     |                                                                                     |                                                                                     |                                                                                     |                                                                                     |                                                                                     |                                                                                     |                                                                                     |
| 2     | Dernière actualisation : 2 août 2025 |                                                                                     |                                                                                     |                                                                                     |                                                                                     |                                                                                     |                                                                                     |                                                                                     |                                                                                     |
| 3     | Béziers – Polygone ⥋ Valras-Plage – Autogare | Béziers – Polygone ⥋ Valras-Plage – Autogare                                        | Béziers – Polygone ⥋ Valras-Plage – Autogare                                        | Béziers – Polygone ⥋ Valras-Plage – Autogare                                        | Béziers – Polygone ⥋ Valras-Plage – Autogare                                        | Béziers – Polygone ⥋ Valras-Plage – Autogare                                        | Béziers – Polygone ⥋ Valras-Plage – Autogare                                        | Béziers – Polygone ⥋ Valras-Plage – Autogare                                        | Béziers – Polygone ⥋ Valras-Plage – Autogare                                        |
| 3     | Ouverture / Fermeture — / — | Longueur —                                                                          | Durée 45 min                                                                        | Nb. d’arrêts 20                                                                     | Matériel —                                                                          | Jours de fonctionnement L, Ma, Me, J, V, S, D                                       | Jour / Soir / Nuit / Fêtes O / O / N / O                                            | Voy. / an —                                                                         | Exploitant RATP Dev Béziers Méditerranée                                            |
| 3     | Desserte : Béziers, Villeneuve-lès-Béziers, Cers, Sérignan, Valras-Plage - Pôles d'échanges : Polygone • Pasquet (Gare SNCF) • Brousse (Gare SNCF) • Autogare - Principaux arrêts desservis : Polygone • Pasquet (Gare SNCF) • Brousse (Gare SNCF) • Coopérative • Centre • Passerelle • Centre Commercial • Cimetière • Autogare                                                                      |                                                                                     |                                                                                     |                                                                                     |                                                                                     |                                                                                     |                                                                                     |                                                                                     |                                                                                     |
| 3     | Autre : - Amplitudes horaires et fréquence : - Période estivale : - Du Lundi au Dimanche : La ligne fonctionne de 6h10 à 23h55, avec un passage toutes les 60 minutes. |                                                                                     |                                                                                     |                                                                                     |                                                                                     |                                                                                     |                                                                                     |                                                                                     |                                                                                     |
| 3     | Dernière actualisation : 2 août 2025 |                                                                                     |                                                                                     |                                                                                     |                                                                                     |                                                                                     |                                                                                     |                                                                                     |                                                                                     |
| 4     | Béziers – De Gaulle ⥋ via Mousquetaires | Béziers – De Gaulle ⥋ via Mousquetaires                                             | Béziers – De Gaulle ⥋ via Mousquetaires                                             | Béziers – De Gaulle ⥋ via Mousquetaires                                             | Béziers – De Gaulle ⥋ via Mousquetaires                                             | Béziers – De Gaulle ⥋ via Mousquetaires                                             | Béziers – De Gaulle ⥋ via Mousquetaires                                             | Béziers – De Gaulle ⥋ via Mousquetaires                                             | Béziers – De Gaulle ⥋ via Mousquetaires                                             |
| 4     | Ouverture / Fermeture 5 juillet 2025 / — | Longueur —                                                                          | Durée 30 min                                                                        | Nb. d’arrêts 21                                                                     | Matériel Minibus                                                                    | Jours de fonctionnement L, Ma, Me, J, V, S                                          | Jour / Soir / Nuit / Fêtes O / N / N / O                                            | Voy. / an —                                                                         | Exploitant RATP Dev Béziers Méditerranée                                            |
| 4     | Desserte : Béziers - Pôles d'échanges : De Gaulle • Mousquetaires • Centre Commercial Béziers II • Carrefour du Gausselet (depuis l'arrêt Saint-Pie X) - Principaux arrêts desservis : De Gaulle • Arènes - Piscine • LEP Jean Mermoz • Jean Jaurès • Messager • Mousquetaires • Centre Commercial Béziers II • Jean Perrin • Saint-Pie X • Lycée Jean Moulin • Sainte-Famille                         |                                                                                     |                                                                                     |                                                                                     |                                                                                     |                                                                                     |                                                                                     |                                                                                     |                                                                                     |
| 4     | Autre : - Amplitudes horaires et fréquence : - Période estivale : - Du Lundi au Samedi : La ligne fonctionne de 6h45 à 19h55, avec un passage toutes les 40 minutes. |                                                                                     |                                                                                     |                                                                                     |                                                                                     |                                                                                     |                                                                                     |                                                                                     |                                                                                     |
| 4     | Dernière actualisation : 2 août 2025 |                                                                                     |                                                                                     |                                                                                     |                                                                                     |                                                                                     |                                                                                     |                                                                                     |                                                                                     |
| 5     | Béziers – De Gaulle ⥋ Villeneuve-lès-Béziers – Capiscol Est | Béziers – De Gaulle ⥋ Villeneuve-lès-Béziers – Capiscol Est                         | Béziers – De Gaulle ⥋ Villeneuve-lès-Béziers – Capiscol Est                         | Béziers – De Gaulle ⥋ Villeneuve-lès-Béziers – Capiscol Est                         | Béziers – De Gaulle ⥋ Villeneuve-lès-Béziers – Capiscol Est                         | Béziers – De Gaulle ⥋ Villeneuve-lès-Béziers – Capiscol Est                         | Béziers – De Gaulle ⥋ Villeneuve-lès-Béziers – Capiscol Est                         | Béziers – De Gaulle ⥋ Villeneuve-lès-Béziers – Capiscol Est                         | Béziers – De Gaulle ⥋ Villeneuve-lès-Béziers – Capiscol Est                         |
| 5     | Ouverture / Fermeture — / — | Longueur —                                                                          | Durée 25 min                                                                        | Nb. d’arrêts 30                                                                     | Matériel Midibus                                                                    | Jours de fonctionnement L, Ma, Me, J, V                                             | Jour / Soir / Nuit / Fêtes O / N / N / N                                            | Voy. / an —                                                                         | Exploitant RATP Dev Béziers Méditerranée                                            |
| 5     | Desserte : Béziers, Villeneuve-lès-Béziers - Pôles d'échanges : De Gaulle • Allées Paul Riquet - Gare SNCF Haut • Polygone • Carrefour du Gausselet - Principaux arrêts desservis : De Gaulle • Allées Paul-Riquet • Mairie • Gare SNCF Haut • Polygone • Gagarine • Foyer des Jeunes Travailleurs • Carrefour du Gausselet • Pech de Gargailhan • Avenue de la Devèze • Capiscol Ouest • Capiscol Est |                                                                                     |                                                                                     |                                                                                     |                                                                                     |                                                                                     |                                                                                     |                                                                                     |                                                                                     |
| 5     | Autre : - Amplitudes horaires et fréquence : - Période estivale : - Du Lundi au Vendredi : La ligne fonctionne de 6h15 à 19h40, avec un passage toutes les 70 minutes. |                                                                                     |                                                                                     |                                                                                     |                                                                                     |                                                                                     |                                                                                     |                                                                                     |                                                                                     |
| 5     | Dernière actualisation : 2 août 2025 |                                                                                     |                                                                                     |                                                                                     |                                                                                     |                                                                                     |                                                                                     |                                                                                     |                                                                                     |
| 8     | Béziers – De Gaulle ⥋ Béziers – Bonaval | Béziers – De Gaulle ⥋ Béziers – Bonaval                                             | Béziers – De Gaulle ⥋ Béziers – Bonaval                                             | Béziers – De Gaulle ⥋ Béziers – Bonaval                                             | Béziers – De Gaulle ⥋ Béziers – Bonaval                                             | Béziers – De Gaulle ⥋ Béziers – Bonaval                                             | Béziers – De Gaulle ⥋ Béziers – Bonaval                                             | Béziers – De Gaulle ⥋ Béziers – Bonaval                                             | Béziers – De Gaulle ⥋ Béziers – Bonaval                                             |
| 8     | Ouverture / Fermeture — / — | Longueur —                                                                          | Durée 25 min                                                                        | Nb. d’arrêts 26                                                                     | Matériel Midibus                                                                    | Jours de fonctionnement L, Ma, Me, J, V, S, D                                       | Jour / Soir / Nuit / Fêtes O / N / N / O                                            | Voy. / an —                                                                         | Exploitant RATP Dev Béziers Méditerranée                                            |
| 8     | Desserte : Béziers - Pôles d'échanges : De Gaulle • Clemenceau - Principaux arrêts desservis : De Gaulle • Clemenceau • Place de la Victoire • Font Neuve • Stade Moureu • Joseph Bara • St Geniès • Bonaval |                                                                                     |                                                                                     |                                                                                     |                                                                                     |                                                                                     |                                                                                     |                                                                                     |                                                                                     |
| 8     | Autre : - Amplitudes horaires et fréquence : - Période estivale : - Du Lundi au Samedi : La ligne fonctionne de 7h00 à 20h15, avec un passage toutes les 60 minutes. - Les Dimanches et jours fériés : La ligne fonctionne de 10h05 à 19h20, à raison de 5 allers-retours. |                                                                                     |                                                                                     |                                                                                     |                                                                                     |                                                                                     |                                                                                     |                                                                                     |                                                                                     |
| 8     | Dernière actualisation : 2 août 2025 |                                                                                     |                                                                                     |                                                                                     |                                                                                     |                                                                                     |                                                                                     |                                                                                     |                                                                                     |
| 10    | Béziers – De Gaulle ⥋ Corneilhan – Place de la Courneuve | Béziers – De Gaulle ⥋ Corneilhan – Place de la Courneuve                            | Béziers – De Gaulle ⥋ Corneilhan – Place de la Courneuve                            | Béziers – De Gaulle ⥋ Corneilhan – Place de la Courneuve                            | Béziers – De Gaulle ⥋ Corneilhan – Place de la Courneuve                            | Béziers – De Gaulle ⥋ Corneilhan – Place de la Courneuve                            | Béziers – De Gaulle ⥋ Corneilhan – Place de la Courneuve                            | Béziers – De Gaulle ⥋ Corneilhan – Place de la Courneuve                            | Béziers – De Gaulle ⥋ Corneilhan – Place de la Courneuve                            |
| 10    | Ouverture / Fermeture — / — | Longueur —                                                                          | Durée 25 min                                                                        | Nb. d’arrêts 15                                                                     | Matériel Midibus                                                                    | Jours de fonctionnement L, Ma, Me, J, V                                             | Jour / Soir / Nuit / Fêtes O / N / N / O                                            | Voy. / an —                                                                         | Exploitant RATP Dev Béziers Méditerranée                                            |
| 10    | Desserte : Béziers, Lignan-sur-Orb, Corneilhan - Pôles d'échanges : De Gaulle - Principaux arrêts desservis : De Gaulle • Médiathèque 14 Juillet • Lignan Gare • Zone Artisanale • École Marie Curie • Mairie • Centre • Place de la Courneuve |                                                                                     |                                                                                     |                                                                                     |                                                                                     |                                                                                     |                                                                                     |                                                                                     |                                                                                     |
| 10    | Autre : - Amplitudes horaires et fréquence : - Période estivale : - Du Lundi au Vendredi : La ligne fonctionne de 8h30 à 20h10, à raison de 7 allers-retours par jours. |                                                                                     |                                                                                     |                                                                                     |                                                                                     |                                                                                     |                                                                                     |                                                                                     |                                                                                     |
| 10    | Dernière actualisation : 2 août 2025 |                                                                                     |                                                                                     |                                                                                     |                                                                                     |                                                                                     |                                                                                     |                                                                                     |                                                                                     |
| 11    | Béziers – De Gaulle ⥋ Béziers – Marcel Pagnol | Béziers – De Gaulle ⥋ Béziers – Marcel Pagnol                                       | Béziers – De Gaulle ⥋ Béziers – Marcel Pagnol                                       | Béziers – De Gaulle ⥋ Béziers – Marcel Pagnol                                       | Béziers – De Gaulle ⥋ Béziers – Marcel Pagnol                                       | Béziers – De Gaulle ⥋ Béziers – Marcel Pagnol                                       | Béziers – De Gaulle ⥋ Béziers – Marcel Pagnol                                       | Béziers – De Gaulle ⥋ Béziers – Marcel Pagnol                                       | Béziers – De Gaulle ⥋ Béziers – Marcel Pagnol                                       |
| 11    | Ouverture / Fermeture — / — | Longueur —                                                                          | Durée 10-15 min                                                                     | Nb. d’arrêts 15                                                                     | Matériel Midibus                                                                    | Jours de fonctionnement L, Ma, Me, J, V, S, D                                       | Jour / Soir / Nuit / Fêtes O / N / N / O                                            | Voy. / an —                                                                         | Exploitant RATP Dev Béziers Méditerranée                                            |
| 11    | Desserte : Béziers - Pôles d'échanges : De Gaulle • Clemenceau - Principaux arrêts desservis : De Gaulle • Clemenceau • Font Neuve • Stade Moureu • La Colline • Val de la Reille • Becquerel • Marcel Pagnol |                                                                                     |                                                                                     |                                                                                     |                                                                                     |                                                                                     |                                                                                     |                                                                                     |                                                                                     |
| 11    | Autre : - Amplitudes horaires et fréquence : - Période estivale : - Du Lundi au Vendredi : La ligne fonctionne de 6h30 à 19h55, avec un passage toutes les 40 minutes. - Le Samedi : La ligne fonctionne de 6h35 à 20h20, avec un passage toutes les 80 minutes - Les Dimanches et jours fériés : La ligne fonctionne de 9h10 à 19h40, à raison de 6 allers-retours.                                   |                                                                                     |                                                                                     |                                                                                     |                                                                                     |                                                                                     |                                                                                     |                                                                                     |                                                                                     |
| 11    | Dernière actualisation : 2 août 2025 |                                                                                     |                                                                                     |                                                                                     |                                                                                     |                                                                                     |                                                                                     |                                                                                     |                                                                                     |
| 12    | Béziers – De Gaulle ⥋ Alignan-du-Vent – Avenue Pézenas | Béziers – De Gaulle ⥋ Alignan-du-Vent – Avenue Pézenas                              | Béziers – De Gaulle ⥋ Alignan-du-Vent – Avenue Pézenas                              | Béziers – De Gaulle ⥋ Alignan-du-Vent – Avenue Pézenas                              | Béziers – De Gaulle ⥋ Alignan-du-Vent – Avenue Pézenas                              | Béziers – De Gaulle ⥋ Alignan-du-Vent – Avenue Pézenas                              | Béziers – De Gaulle ⥋ Alignan-du-Vent – Avenue Pézenas                              | Béziers – De Gaulle ⥋ Alignan-du-Vent – Avenue Pézenas                              | Béziers – De Gaulle ⥋ Alignan-du-Vent – Avenue Pézenas                              |
| 12    | Ouverture / Fermeture — / — | Longueur —                                                                          | Durée 25-40 min                                                                     | Nb. d’arrêts 24                                                                     | Matériel Autocars                                                                   | Jours de fonctionnement L, Ma, Me, J, V, S                                          | Jour / Soir / Nuit / Fêtes O / N / N / N                                            | Voy. / an —                                                                         | Exploitant RATP Dev Béziers Méditerranée                                            |
| 12    | Desserte : Béziers, Lieuran-lès-Béziers, Bassan, Servian, Alignan-du-Vent - Pôles d'échanges : De Gaulle • Clemenceau • - Principaux arrêts desservis : De Gaulle • Clemenceau • Université • Cohl • Zatopek • Malbosc • Les Mûriers • Mairie • Coopérative • Pompiers • Piscine Muriel Hermine • Supermarché • Avenue Pézenas                                                                         |                                                                                     |                                                                                     |                                                                                     |                                                                                     |                                                                                     |                                                                                     |                                                                                     |                                                                                     |
| 12    | Autre : - Amplitudes horaires et fréquence : - Période estivale : - Du Lundi au Samedi : La ligne fonctionne de 6h45 à 20h10, à raison de 7 allers-retours par jours. - Particularités : - 2 courses sur 7 effectuent leur terminus et départ à l'arrêt Piscine Muriel Hermine. |                                                                                     |                                                                                     |                                                                                     |                                                                                     |                                                                                     |                                                                                     |                                                                                     |                                                                                     |
| 12    | Dernière actualisation : 2 août 2025 |                                                                                     |                                                                                     |                                                                                     |                                                                                     |                                                                                     |                                                                                     |                                                                                     |                                                                                     |
| 14    | Béziers – De Gaulle ⥋ Servian – Piscine Muriel Hermine / Coulobres – Le Thou Centre | Béziers – De Gaulle ⥋ Servian – Piscine Muriel Hermine / Coulobres – Le Thou Centre | Béziers – De Gaulle ⥋ Servian – Piscine Muriel Hermine / Coulobres – Le Thou Centre | Béziers – De Gaulle ⥋ Servian – Piscine Muriel Hermine / Coulobres – Le Thou Centre | Béziers – De Gaulle ⥋ Servian – Piscine Muriel Hermine / Coulobres – Le Thou Centre | Béziers – De Gaulle ⥋ Servian – Piscine Muriel Hermine / Coulobres – Le Thou Centre | Béziers – De Gaulle ⥋ Servian – Piscine Muriel Hermine / Coulobres – Le Thou Centre | Béziers – De Gaulle ⥋ Servian – Piscine Muriel Hermine / Coulobres – Le Thou Centre | Béziers – De Gaulle ⥋ Servian – Piscine Muriel Hermine / Coulobres – Le Thou Centre |
| 14    | Ouverture / Fermeture — / — | Longueur —                                                                          | Durée 15-50 min                                                                     | Nb. d’arrêts 23                                                                     | Matériel —                                                                          | Jours de fonctionnement L, Ma, Me, J, V                                             | Jour / Soir / Nuit / Fêtes O / N / N / O                                            | Voy. / an —                                                                         | Exploitant RATP Dev Béziers Méditerranée                                            |
| 14    | Desserte : Béziers, Lieuran-lès-Béziers, Bassan, Espondeilhan, Coulobres, Servian - Pôles d'échanges : De Gaulle • Médiathèque 14 Juillet • Université • Mercorent - Principaux arrêts desservis : De Gaulle • Médiathèque 14 Juillet • Coopérative • Mairie • Le Thou Centre • Route de Bassan • Piscine Muriel Hermine                                                                               |                                                                                     |                                                                                     |                                                                                     |                                                                                     |                                                                                     |                                                                                     |                                                                                     |                                                                                     |
| 14    | Autre : - Amplitudes horaires et fréquence : - Période estivale : - Du Lundi au Vendredi : La ligne fonctionne de 7h05 à 20h50, à raison de 9 allers-retours par jours. - Particularités : - 1 course sur 2 effectuent leur terminus et départ à l'arrêt Le Thou Centre. |                                                                                     |                                                                                     |                                                                                     |                                                                                     |                                                                                     |                                                                                     |                                                                                     |                                                                                     |
| 14    | Dernière actualisation : 2 août 2025 |                                                                                     |                                                                                     |                                                                                     |                                                                                     |                                                                                     |                                                                                     |                                                                                     |                                                                                     |
| 15    | Place des Alliés ⥋ Ecole Mandela | Place des Alliés ⥋ Ecole Mandela                                                    | Place des Alliés ⥋ Ecole Mandela                                                    | Place des Alliés ⥋ Ecole Mandela                                                    | Place des Alliés ⥋ Ecole Mandela                                                    | Place des Alliés ⥋ Ecole Mandela                                                    | Place des Alliés ⥋ Ecole Mandela                                                    | Place des Alliés ⥋ Ecole Mandela                                                    | Place des Alliés ⥋ Ecole Mandela                                                    |
| 15    | Ouverture / Fermeture — / — | Longueur —                                                                          | Durée —                                                                             | Nb. d’arrêts —                                                                      | Matériel —                                                                          | Jours de fonctionnement L, Ma, Me, J, V                                             | Jour / Soir / Nuit / Fêtes O / N / N / N                                            | Voy. / an —                                                                         | Exploitant RATP Dev Béziers Méditerranée                                            |
| 15    | Desserte : Béziers - Pôles d'échanges : - Principaux arrêts desservis : |                                                                                     |                                                                                     |                                                                                     |                                                                                     |                                                                                     |                                                                                     |                                                                                     |                                                                                     |
| 15    | Autre : - Amplitudes horaires : - Date de dernière mise à jour : 31 aout 2020 |                                                                                     |                                                                                     |                                                                                     |                                                                                     |                                                                                     |                                                                                     |                                                                                     |                                                                                     |
| 15    | Dernière actualisation : — |                                                                                     |                                                                                     |                                                                                     |                                                                                     |                                                                                     |                                                                                     |                                                                                     |                                                                                     |

### Lignes estivales
Ces lignes ne fonctionnent que durant les mois de Juillet et Août.
| Ligne | Caractéristiques | Caractéristiques                                           | Caractéristiques                                           | Caractéristiques                                           | Caractéristiques                                           | Caractéristiques                                           | Caractéristiques                                           | Caractéristiques                                           | Caractéristiques                                           |
| L     | Littorale | Littorale                                                  | Littorale                                                  | Littorale                                                  | Littorale                                                  | Littorale                                                  | Littorale                                                  | Littorale                                                  | Littorale                                                  |
| L     | Valras-Plage – Autogare ⥋ Valras-Plage – Port Conchylicole | Valras-Plage – Autogare ⥋ Valras-Plage – Port Conchylicole | Valras-Plage – Autogare ⥋ Valras-Plage – Port Conchylicole | Valras-Plage – Autogare ⥋ Valras-Plage – Port Conchylicole | Valras-Plage – Autogare ⥋ Valras-Plage – Port Conchylicole | Valras-Plage – Autogare ⥋ Valras-Plage – Port Conchylicole | Valras-Plage – Autogare ⥋ Valras-Plage – Port Conchylicole | Valras-Plage – Autogare ⥋ Valras-Plage – Port Conchylicole | Valras-Plage – Autogare ⥋ Valras-Plage – Port Conchylicole |
| ----- | --- | ---------------------------------------------------------- | ---------------------------------------------------------- | ---------------------------------------------------------- | ---------------------------------------------------------- | ---------------------------------------------------------- | ---------------------------------------------------------- | ---------------------------------------------------------- | ---------------------------------------------------------- |
| L     | Ouverture / Fermeture 5 juillet 2025 / — | Longueur —                                                 | Durée 35-40 min                                            | Nb. d’arrêts 21                                            | Matériel -                                                 | Jours de fonctionnement L, Ma, Me, J, V, S, D              | Jour / Soir / Nuit / Fêtes O / O / N / N                   | Voy. / an —                                                | Exploitant RATP Dev Béziers Méditerranée                   |
| L     | Desserte : Valras-Plage - Pôles d'échanges : Autogare - Principaux arrêts desservis : Autogare • Stade • Casino • Porte de Valras • Lou Village • Le Parc • Port Conchylicole |                                                            |                                                            |                                                            |                                                            |                                                            |                                                            |                                                            |                                                            |
| L     | Autre : - Amplitudes horaires et fréquence : - Du Lundi au Dimanche : La ligne fonctionne de 5h50 à 0h25, avec un passage toutes les 30 minutes. |                                                            |                                                            |                                                            |                                                            |                                                            |                                                            |                                                            |                                                            |
| L     | Dernière actualisation : 3 août 2025 |                                                            |                                                            |                                                            |                                                            |                                                            |                                                            |                                                            |                                                            |
| P     | Poséidon | Poséidon                                                   | Poséidon                                                   | Poséidon                                                   | Poséidon                                                   | Poséidon                                                   | Poséidon                                                   | Poséidon                                                   | Poséidon                                                   |
| P     | Sauvian – Piscine Alfred Nakache ⥋ Sérignan – Plage |                                                            |                                                            |                                                            |                                                            |                                                            |                                                            |                                                            |                                                            |
| P     | Ouverture / Fermeture 5 juillet 2025 / — | Longueur —                                                 | Durée 25 min                                               | Nb. d’arrêts 9                                             | Matériel -                                                 | Jours de fonctionnement L, Ma, Me, J, V, S, D              | Jour / Soir / Nuit / Fêtes O / O / N / N                   | Voy. / an —                                                | Exploitant RATP Dev Béziers Méditerranée                   |
| P     | Desserte : Sauvian, Sérignan - Pôles d'échanges : Centre Commercial - Principaux arrêts desservis : Piscine Alfred Nakache • Centre Commercial • Passerelle • La Marina • Plage |                                                            |                                                            |                                                            |                                                            |                                                            |                                                            |                                                            |                                                            |
| P     | Autre : - Amplitudes horaires et fréquence : - Du Lundi au Dimanche : La ligne fonctionne de 6h55 à 23h30, avec un passage toutes les 60 minutes. |                                                            |                                                            |                                                            |                                                            |                                                            |                                                            |                                                            |                                                            |
| P     | Dernière actualisation : 3 août 2025 |                                                            |                                                            |                                                            |                                                            |                                                            |                                                            |                                                            |                                                            |
| S     | Solaire | Solaire                                                    | Solaire                                                    | Solaire                                                    | Solaire                                                    | Solaire                                                    | Solaire                                                    | Solaire                                                    | Solaire                                                    |
| S     | Béziers – De Gaulle ⥋ Valras-Plage – Autogare |                                                            |                                                            |                                                            |                                                            |                                                            |                                                            |                                                            |                                                            |
| S     | Ouverture / Fermeture 4 mai 2024 / — | Longueur —                                                 | Durée 35 min                                               | Nb. d’arrêts 19                                            | Matériel -                                                 | Jours de fonctionnement L, Ma, Me, J, V, S, D              | Jour / Soir / Nuit / Fêtes O / O / O / N                   | Voy. / an —                                                | Exploitant RATP Dev Béziers Méditerranée                   |
| S     | Desserte : Béziers, Villeneuve-lès-Béziers, Sérignan, Valras-Plage - Pôles d'échanges : De Gaulle • Allées Paul Riquet • Gagarine • Centre Commercial • Autogare - Principaux arrêts desservis : De Gaulle • Allées Paul Riquet • Musset • Gagarine • Centre • Passerelle • Centre Commercial • Les Cosses • Autogare |                                                            |                                                            |                                                            |                                                            |                                                            |                                                            |                                                            |                                                            |
| S     | Autre : - Amplitudes horaires et fréquence : - Du Lundi au Dimanche : La ligne fonctionne de 11h15 à 1h30, avec un passage toutes les 30 à 60 minutes. |                                                            |                                                            |                                                            |                                                            |                                                            |                                                            |                                                            |                                                            |
| S     | Dernière actualisation : 3 août 2025 |                                                            |                                                            |                                                            |                                                            |                                                            |                                                            |                                                            |                                                            |

## Parc de véhicules
En août 2024, le parc d'autobus du réseau beeMob est composé de 70 véhicules dont 39 bus standards, 19 midibus, 9 minibus et 3 autocars. Au sein de cette flotte, 42 bus fonctionnent au gaz naturel, les autres véhicules sont équipés de moteurs Diesel.

### Bus standards
| Constructeur | Modèle              | Nombre | Numéros de parc | Période de mise en service  | Affectation                | Observation |
| ------------ | ------------------- | ------ | --------------- | --------------------------- | -------------------------- | ----------- |
| MAN          | Lion's City A21 GNV | 39     | 301-339         | Entre juin 2019 et mai 2021 | A, B, C, E, F, G, 6, 7, 14 | –           |

### Midibus
| Constructeur | Modèle   | Nombre | Numéros de parc | Période de mise en service     | Affectation           | Observation                |
| ------------ | -------- | ------ | --------------- | ------------------------------ | --------------------- | -------------------------- |
| Heuliez Bus  | GX 117   | 1      | 715             | Février 2006                   | D, 1, 2, 5, 8, 10, 11 | Série en cours de réforme. |
| Heuliez Bus  | GX 127   | 3      | 763-764, 806    | Entre avril 2008 et mars 2009  | D, 1, 2, 5, 8, 10, 11 | –                          |
| Heuliez Bus  | GX 127 L | 13     | 750-762         | Entre février 2011 à mars 2014 | D, 1, 2, 5, 8, 10, 11 | –                          |
| Heuliez Bus  | GX 137   | 1      | 800             | Octobre 2014                   | D, 1, 2, 5, 8, 10, 11 | –                          |
| Heuliez Bus  | GX 137 L | 1      | 627             | Novembre 2014                  | D, 1, 2, 5, 8, 10, 11 | –                          |

### Minibus
| Constructeur  | Modèle           | Nombre | Numéros de parc | Période de mise en service        | Affectation | Observation |
| ------------- | ---------------- | ------ | --------------- | --------------------------------- | ----------- | ----------- |
| Mercedes-Benz | In-Urban         | 5      | 80-84           | Entre avril 2015 et octobre 2015  | 4, 13       | –           |
| Mercedes-Benz | Sprinter City 65 | 4      | 74-77           | Entre août 2011 et septembre 2014 | 4, 13       | –           |

### Autocars
| Constructeur | Modèle           | Nombre | Numéros de parc | Période de mise en service | Affectation | Observation |
| ------------ | ---------------- | ------ | --------------- | -------------------------- | ----------- | ----------- |
| Iveco Bus    | Crossway Line NP | 3      | 1600-1602       | Août 2021                  | 12          | –           |

### Dépôt
- Le dépôt de RATP Dev Béziers Méditerranée est situé dans la principauté, au Rue André Blondel, 34500 Béziers, au sud-est de la ville.